# Minst ontwikkelde landen
De minst ontwikkelde landen (least developed countries) is een categorie die zo'n vijftig staten beslaat, die wereldwijd gezien de grootste ontwikkelingsachterstand hebben.

## Huidige minst ontwikkelde landen

De minst ontwikkelde landen zijn blauw gekleurd. Landen die niet meer als minst ontwikkeld worden beschouwd zijn groen gekleurd.

## Huidige minst ontwikkelde landen[1]

### Azië(8 landen)
- Afghanistan
- Bangladesh
- Cambodja
- Jemen
- Laos
- Myanmar
- Nepal
- Oost-Timor

### Afrika(32 landen)
- Angola
- Benin
- Burkina Faso
- Burundi
- Centraal-Afrikaanse Republiek
- Comoren
- Congo-Kinshasa
- Djibouti
- Eritrea
- Ethiopië
- Gambia
- Guinee
- Guinee-Bissau
- Lesotho
- Liberia
- Madagaskar
- Malawi
- Mali
- Mauritanië
- Mozambique
- Niger
- Rwanda
- Senegal
- Sierra Leone
- Somalië
- Soedan
- Tanzania
- Togo
- Tsjaad
- Oeganda
- Zambia
- Zuid-Soedan

### Oceanië(3 landen)
- Kiribati
- Salomonseilanden
- Tuvalu

### Noord-Amerika(1 land)
- Haïti